# Трамп, Дэвид
Дэвид Х. Трамп (англ. David H. Trump; 1931 — 31 августа 2016) — британский археолог из Кембриджского университета. Специализировался в археологии Средиземноморья в целом, и в частности — в доисторической и раннеримской эпохе Италии (Сардиния, Сицилия, юг Италии) и Мальты.

## Биография
Занимался раскопками на Мальте с 1954 года, сначала как ассистент Джона Дэвиса Эванса при раскопках мегалитического храма Джгантия на острове Гоцо. В 1958—1963 годах занимал должность Хранителя Национального музея археологии г. Валлетта на Мальте, разработал программу археологических раскопок, в ходе которой были проведены первые раскопки другого мегалитического памятника, Скорба.
Первым использовал при мальтийских раскопках радиоуглеродную датировку, что позволило открыть две новые фазы дописьменной истории Мальты, известные ныне как фазы «красная Скорба» и «серая Скорба» (по цвету керамики).
В последние годы проводил исследования доисторических связей между островами Сицилия и Мальта в доисторический период, исследовал мегалитический круг Шаара (Xaghra), проводил экскурсии по мегалитическим памятникам Мальты.